# Ljudevit Posavski
Ljudevit ili Ljutovid Posavski bio je knez Panonske Hrvatske početkom 9. stoljeća. Poznat je po ustanku koji je vodio protiv Franaka.

## Životopis
Ljudevit je bio hrvatski knez na području između Drave, Save i Kupe. Sjedište je imao u Sisku. Ljudevit je bio franački vazal te kao takav podređen furlanskom markgrofu Kadolahu.

### Borbe s Francima
Nakon smrti Karla Velikog, carem postaje njegov sin Ludovik I. Pobožni za vrijeme kojega su moć u carstvu prigrabili velikaši. Među njima je bio i furlanski markgrof Kadolah.
Ljudevit nije bio zadovoljan njegovim postupcima te se preko poslanika žalio na njega u jesen 818. godine franačkom caru Ludoviku I. na saboru u Herstalu. Kako žalbe nisu urodile plodom, u proljeće 819. Ljudevit podiže ustanak. Ludovik početkom svibnja naređuje Kadolahu, kojemu je pridružio i Bavarce, da napadne Ljudevita iz Furlanije. Bavarci se već početkom rujna vraćaju natrag bez obavljenog posla. Jednako tako je bio neuspješan Kadolahov pohod, koji je u umro od groznice 31. srpnja prilikom povratka u Furlaniju.
Strane su zatim izmijenile izaslanstva, ali opet nije postignut dogovor. Ljudevitu su se zatim pridružili Timočani, Kranjci i dio Karantanaca. Knez Borna pristao je na franačku stranu. Već u jesen 819. novi furlanski markgrof Balderik kreće s vojskom u Karantaniju gdje poražava Ljudevita u bitci na Dravi. Iste godine dolazi do sukoba na Kupi u kojoj je Ljudevit pobijedio kneza Bornu. Tada su s Bornine strane na Ljudevitovu prešli Gačani, koji su stanovali u porječju Gacke oko današnjeg Otočca, a na Borninu stranu prešao je Ljudevitov tast Dragomuž koji je u bitci poginuo.
U prosincu je Ljudevit upao u Borninu kneževinu. Tom je prigodom doživio težak poraz jer nije osvojio utvrđena mjesta. Borna je zatim pisao caru Ludoviku kako je Ljudevit tom prigodom izgubio 3000 vojnika, preko 300 konja i dosta hrane. U proljeće 820. Franci kreću u novi pohod s trupama prikupljenima iz Italije, Bavarske, Alamanije, Istočne Franačke i Saske. Vojska je tada neuspješno napadala Ljudevitovo uporište Sisak.
Na saboru u Aachenu 821. zaključeno je da se ponovno pošalju tri vojske, ali ni one nisu postigle uspjeh. Gradeški patrijarh Fortunat poslao je Ljudevitu majstore koji su trebali graditi utvrde, zbog čega je pred Francima morao pobjeći u Carigrad.

### Bijeg i smrt
Balderik je 822. godine ponovno krenuo na Sisak te Ljudevit bježi saveznicima Timočanima. Kad mu je tamošnji knez počeo raditi o glavi po naputku Franaka, Ljudevit ga je ubio. Godine 823. odlazi u Dalmaciju kod Borninog ujaka Ljudemisla. Ljudemisl ga je podmićen od Franaka dao iste godine ubiti.

## Počasti
- Ulica Ljudevita Posavskog u Zagrebu, Splitu, Zadru, Puli, Osijeku, Velikoj Gorici, Slavonskom Brodu i Posušju.[8][9]
- Drama „Ljutovid Posavski” (1894.) autora Ante Tresića Pavičića. [10]
- Pučki kalendar „Ljudevit Posavski”, Sisak.[11]

### Knjige
- Srkulj, Stjepan. 1926. Kratka povijest Hrvata. vlastita naklada. Zagreb.
- Knezović, Oton. 1937. Hrvatska povijest od najstarijeg doba do godine 1918. Jeronimska knjižnica. Zagreb.
- Draganović, Krunoslav. 1940. Hrvati i Herceg-Bosna. Nova Tiskara. Sarajevo.
- Horvat, Rudolf. 1924. Povijest Hrvatske I. Od najstarijeg doba do g. 1657. Tiskara "Merkur". Zagreb.
- Gavranić, Pero. 1895. Politička povjest hrvatskoga naroda od prvog početka do danas. Štamparija i litografija C. Albrechta. Zagreb.

### Članci
- Grgin, Borislav. 2007. Primjer selektivnog pamćenja: hrvatski srednjovjekovni vladari u nazivlju ulica i trgova najvažnijih hrvatskih gradova. Povijesni prilozi. Hrvatski institut za povijest. Zagreb. 26 (32): 283–294
- Korać, Dijana; Beus, Marina. 2020. Komemoriranje srednjovjekovnih hrvatskih vladara u hodonimima Hercegovine. Hercegovina. Sveučilište u Mostaru - Filozofski fakultet. Mostar.  (6): 383–399
- Lučić, Melina. 2002. Golec, Ivica. Hrvatski biografski leksikon. Zagreb.  journal zahtijeva |journal= (pomoć)

### Mrežna sjedišta
- Ljudevit Posavski. Hrvatska enciklopedija LZMK. Pristupljeno 7. veljače 2025.
- Tresić Pavičić, Ante. Hrvatska enciklopedija LZMK. Pristupljeno 10. travnja 2025.

## Vanjske poveznice

### Ostali projekti
|  | Zajednički poslužitelj ima još gradiva o temi Ljudevit Posavski               |
|  | Wikizvor ima izvorni tekst Povijest Hrvatske I. (R. Horvat)/Ljudevit Posavski |

| Vladarske titule    | Vladarske titule                | Vladarske titule   |
| ------------------- | ------------------------------- | ------------------ |
| prethodnik Vojnomir | knez Panonske Hrvatske ? – 823. | nasljednik Ratimir |